# Жарский, Иван Сергеевич
Иван Сергеевич Жарский (11 марта 1997; Казань, Татарстан, Россия) — российский военнослужащий, старший лейтенант, командир батареи противотанковых управляемых ракет 810-й отдельной гвардейской бригады морской пехоты Черноморского флота. Участник российского вторжения в Украину. Герой Российской Федерации (2023).

## Биография
Родился 11 марта 1997 года в Казани Республики Татарстан.
В 2015 году окончил Казанскую кадетскую школу-интернат имени Б. К. Кузнецова. В 2020 году окончил артиллерийский факультет Михайловской военной артиллерийской академии, после чего был распределён на Черноморский флот, где служит командиром батареи в одном из артиллерийских дивизионов 810-й отдельной бригады морской пехоты, дислоцированной в Севастополе.

## Звания и награды
- Герой Российской Федерации (Указом Президента Российской Федерации (закрытым) от 12 октября 2023 года за мужество и героизм, проявленные при исполнении воинского долга, гвардии старшему лейтенанту Жарскому Ивану Сергеевичу присвоено звание Герой Российской Федерации с вручением знака особого отличия — медали Золотая звезда).
- Орден Мужества.
- Медаль ордена «За заслуги перед Отечеством» 2-й степени с мечами.
- Медаль «За отвагу» (Россия)